# Диявольський маєток
«Диявольський маєток» («Cold Creek Manor») — американський кінотрилер 2003 року, знятий режисером Майком Фіггісом, з Деннісом Квейдом і Шерон Стоун у головних ролях.

## Сюжет
Коли режисер-документаліст Купер Тільсон (Денніс Куейд) і його дружина Лія (Шерон Стоун) вирішують, що життя в Нью-Йорку стає нестерпним, вони вирішують із дітьми переїхати до маєтка, що звільнився. Там сім'я потоваришувала з власниками таверни Реєм і Еллен Пінскі та їхньою донькою Стефані. Перебираючи фотографії, Купер вирішує зняти фільм про історію будинку. Перетворення застарілої будівлі на будинок мрії стає справжнім кошмаром для Тільсонів, оскільки його попередній власник, Дейл Мессі (Стівен Дорфф), тисне на Купера. Тільсон бере його допомагати з ремонтом, але режисера турбує новий працівник. Тоді Купер звертається до старого батька Мессі. Незв'язні коментарі старого наштовхують його на думку, що Дейл убив свою дружину і доньку. Шериф Енні Фергюсон спочатку скептично ставиться до цього припущення, але розуміє, що Тільсон має рацію. Підозри Купера підтверджуються, коли Лія виявляє в колодязі три скелети.

## У ролях
- Денніс Квейд — Купер Тільсон
- Шерон Стоун — Лія Тільсон
- Стівен Дорфф — Дейл Мессі
- Джульєтт Льюїс — Рубі Фергюсон
- Крістен Стюарт — Крістен Тільсон
- Дана Ескельсон — шериф Енні Фергюсон
- Крістофер Пламмер — містер Мессі
- Пола Бранкаті — Стефані Пінскі
- Саймон Рейнольдс — Рей Пінскі
- Кетлін Дюборг — Еллен Пінскі

## Знімальна група
- Режисер — Майк Фіггіс
- Сценарист — Річард Джеффріз
- Оператор — Деклен Квін
- Композитор — Майк Фіггіс
- Продюсери — Майк Фіггіс, Річард Джеффріз, Лата Раян, Енні Стюарт